# Bohdan Andrzejewski
Bohdan Andrzejewski (ur. 15 stycznia 1942 w Kielcach) – polski szermierz, dwukrotny mistrz świata i brązowy medalista olimpijski.
Startował głównie w szpadzie, choć występował również we florecie. W 1969, podczas mistrzostw świata w Hawanie zdobył złoty medal w turnieju indywidualnym szpadzistów. Był również drużynowym złotym medalistą w tej broni z mistrzostw świata w Gdańsku w 1963.
Na igrzyskach olimpijskich w Tokio (1964) wystąpił tylko w turnieju drużynowym. Polska zajęła 5. miejsce. Podczas igrzysk olimpijskich w Meksyku (1968) indywidualnie odpadł w 1/8 finału. Za to w turnieju drużynowym reprezentacja Polski zdobyła brązowy medal (oprócz Andrzejewskiego wystąpili w niej Kazimierz Barburski, Michał Butkiewicz, Bohdan Gonsior i Henryk Nielaba). Na igrzyskach olimpijskich w Monachium (1972) startował tylko w drużynie, która zajęła 6. miejsce.
Andrzejewski był indywidualnym mistrzem Polski w szpadzie w latach 1968 i 1971 oraz trzynastokrotnym mistrzem drużynowym: w szpadzie w latach 1963-1973 i 1975 oraz we florecie w 1965.
W roku zdobycia tytułu mistrza świata (1969) zajął 2. miejsce w Plebiscycie Przeglądu Sportowego na najlepszego sportowca Polski.
Startował w barwach CWKS Legia Warszawa.